# Cotinis rufipennis
Cotinis rufipennis är en skalbaggsart som beskrevs av Bates 1889. Cotinis rufipennis ingår i släktet Cotinis och familjen Cetoniidae. Inga underarter finns listade i Catalogue of Life.